# Landesregierung Sausgruber II
Die Landesregierung Sausgruber II war die 14. Vorarlberger Landesregierung, die von 1999 bis 2004 im Amt war. Sie wurde in der konstituierenden Sitzung des XXVII. Vorarlberger Landtags am 5. Oktober 1999 angelobt. Am 5. Oktober 2004 wurde die Landesregierung als Landesregierung Sausgruber III erneut vereidigt.
Die Regierung bestand unter Führung von Landeshauptmann Herbert Sausgruber aus sechs ÖVP-Mitgliedern und einem Mitglied der FPÖ. Mit Sausgrubers Wiederwahl bei der Landtagswahl in Vorarlberg 1999 konnte die ÖVP zum 14. Mal nach 1945 den Vorarlberger Landeshauptmann stellen. Für Sausgruber war es die erste Landtagswahl als Spitzenkandidat der ÖVP, nachdem er im Jahr 1997 die Amtsgeschäfte von Martin Purtscher übernommen hatte. Der freiheitlichen Partei gelang es erstmals aufgrund von massiven Zugewinnen bei der Wahl mit Hubert Gorbach den Landesstatthalter zu stellen.
Am 11. Oktober 2000 schied Eva Maria Waibel als Landesrätin aus der Landesregierung aus, ihr folgte Greti Schmid nach. Nach der Bestellung Hubert Gorbachs als Bundesminister für Verkehr und Infrastruktur wurde Dieter Egger am 5. März 2003 als neuer Vertreter der FPÖ in der Landesregierung zum Landesstatthalter.

## Regierungsmitglieder
| Amt                                                     | Name                                               | Partei | Ressorts |
| ------------------------------------------------------- | -------------------------------------------------- | ------ | --- |
| Landeshauptmann                                         | Herbert Sausgruber                                 | ÖVP    | Regierungsdienste, Europaangelegenheiten und Außenbeziehungen, Personal, Informatik, Feuerpolizei, Hilfs- und Rettungswesen, Katastrophenbekämpfung, Finanzangelegenheiten, Vermögensverwaltung, Gebarungskontrolle |
| Landesstatthalter ab 5. März 2003                       | Dieter Egger                                       | FPÖ    | Maschinenwesen, Elektrotechnik, Seilbahn- und Aufzugstechnik, Abfallwirtschaft, Straßenbau, Hochbau, Wasserwirtschaft                                                                                               |
| Landesrat                                               | Hans-Peter Bischof                                 | ÖVP    | Kultur, Finanzielle und wirtschaftliche Verwaltung der Landeskrankenhäuser, Behindertenhilfe, Gesundheitsrecht und Sozialversicherung, Sanitätsangelegenheiten                                                      |
| Landesrat                                               | Erich Schwärzler                                   | ÖVP    | Innere Angelegenheiten, Umweltschutz, Landwirtschaft, Veterinärangelegenheiten, Forstwesen, Angelegenheiten des Energiesparens und der Alternativenergien                                                           |
| Landesrat                                               | Manfred Rein                                       | ÖVP    | Verkehrsrecht, Wohnbauförderung, Allgemeine Wirtschaftsangelegenheiten, Wirtschaftsrecht, Raumplanung und Baurecht                                                                                                  |
| Landesrat                                               | Siegmund Stemer                                    | ÖVP    | Gesetzgebung, Schule, Sport |
| Landesrätin                                             | Greti Schmid ab 11. Oktober 2000                   | ÖVP    | Angelegenheiten der Entwicklungshilfe, Gesellschaft und Soziales |
| Vorzeitig ausgeschiedene Mitglieder der Landesregierung |                                                    |        | |
| Landesrätin                                             | Eva Maria Waibel ausgeschieden am 11. Oktober 2000 | ÖVP    | Angelegenheiten der Entwicklungshilfe, Schule, Wissenschaft und Weiterbildung, Jugendförderung, Familienförderung, Frauenfragen                                                                                     |
| Landesstatthalter                                       | Hubert Gorbach ausgeschieden am 28. Februar 2003   | FPÖ    | Maschinenwesen, Elektrotechnik, Seilbahn- und Aufzugstechnik, Abfallwirtschaft, Straßenbau, Hochbau, Wasserwirtschaft                                                                                               |